# Ficinia macowanii
Ficinia macowanii är en halvgräsart som beskrevs av Charles Baron Clarke. Ficinia macowanii ingår i släktet Ficinia och familjen halvgräs. Inga underarter finns listade i Catalogue of Life.